# Machilidae
Machilidae, porodica beskrilnih kukaca (Insecta) iz reda Archaeognatha. Sastoji se od 49 rodova. Svojstveno im je što imaju vretenasta tijela, sive su ili smeđe boje, imaju velike oči, dodatak sličan repu i ne prolaze nikakvu metamorfozu tijekom njihovog životnog ciklusa. Mnoge vrste ograničene su na stjenovite obale, a neke žive i u ljudskim naseljima. 
Ovi kukci mogu se dosta brzo kretati, a u slučaju da ih se iznanada uznemiri, pobjeći skokom znatne udaljenosti, pa su u eng. jeziku, kaso i čitav njhov red dobili i naziv jumping bristletails.

## Rodovi
- Afrochilis Sturm, 2002
- Afromachilis Mendes, 1981
- Allopsontus Silvestri, 1911
- Bachilis Mendes, 1977
- Catamachilis Silvestri, 1923
- Charimachilis Wygodzinsky, 1939
- Coreamachilis Mendes, 1993
- Corethromachilis Carpenter, 1916
- Dilta Strand, 1911
- Graphitarsus Silvestri, 1908
- Haslundichilis Wygodzinsky, 1950
- Haslundiella Janetschek, 1954
- Heteropsontus Mendes, 1990
- Himalayachilis Wygodzinsky, 1952
- Janetschekilis Wygodzinsky, 1958
- Lepismachilis Verhoeff, 1910
- Leptomachilis Sturm, 1991
- Machilis Latrielle, 1832
- Machilopsis Olfers, 1907
- Mendeschilis Gaju, Mora, Molero & Bach, 2000
- Mesomachilis Silvestri, 1911
- Metagraphitarsus Paclt, 1969
- Metamachilis Silvestri, 1936
- Meximachilis Wygodzinsky, 1945
- Neomachilis Silvestri, 1911
- †Onychomachilis Pierce, 1951
- Paetrobius Leach, 1815
- Paramachilis Wygodzinsky, 1941
- Parapetrobius Mendes, 1980
- Parateutonia Verhoeff, 1910
- Pedetontinus Silvestri, 1943
- Pedetontoides Mendes, 1981
- Pedetontus Silvestri, 1911
- Petridiobius Paclt, 1970
- Petrobiellus Silvestri, 1943
- Petrobius Leach, 1817
- Petromachilis Reilly, 1915
- †Praemachilis Silvestri, 1904
- Praemachiloides Janetschek, 1954
- Praetrigoniophthalmus Janetschek, 1954
- Promesomachilis Silvestri, 1923
- Pseudocatamachilis Gaju & Bach, 1991
- Pseudomachilanus Paclt, 1969
- Silvestrichilis Wygodzinsky, 1950
- Silvestrichiloides Mendes, 1990
- Stachilis Janetschek, 1957
- Trigoniomachilis Stach, 1937
- Trigoniophthalmus Verhoeff, 1910
- Wygodzinskilis Janetschek, 1954

- Petrobius brevistylis
- Machilidae, kod Brseča, Istra
- Petrobius maritimus